# Kolegium Artes Liberales
 Kolegium Artes Liberales – jednostka naukowo-dydaktyczna, będąca częścią Wydziału „Artes Liberales” Uniwersytetu Warszawskiego, prowadząca unikatowe w skali Polski studia na kierunku artes liberales (pierwszego i drugiego stopnia). KAL odwołuje się do starożytnej i średniowiecznej tradycji sztuk wyzwolonych, a przy tym korzysta z wzorców amerykańskich colleges of liberal arts and sciences.

## Idea
Termin artes liberales w starożytnym Rzymie oznaczał edukację przygotowującą do zostania wolnymi obywatelami. W średniowieczu nazwa ta oznaczała siedem sztuk wyzwolonych.
W czasach współczesnych tradycja liberal arts została zinstytucjonalizowana w latach 80. XX w. w USA. Program nauczania w liberal arts college oparty jest na core curriculum. Core warszawskiego Kolegium w kształcie nawiązuje do systemu chicagowskiego.

## Historia
Kolegium zostało założone przez pracowników naukowych związanych z Kolegium MISH UW i Instytutem Badań Interdyscyplinarnych "Artes Liberales" (IBI "AL"). Powstało 10 grudnia 2008 roku na mocy porozumienia pomiędzy Christian A. Johnson Endeavor Foundation, Fundacją „Instytut Artes Liberales” i Uniwersytetem Warszawskim. W 2009 roku odbył się pierwszy nabór na dwuletnie studia licencjackie. W 2011 roku otwarto program dwuletnich studiów magisterskich.

## Kierownictwo
- Dyrektor: prof. dr hab. Jerzy Axer